# Дворјанки
Дворјанки (слч. Dvorianky) насељено је мјесто са административним статусом сеоске општине (слч. obec) у округу Требишов, у Кошичком крају, Словачка Република.

## Становништво
| Година:    | 1994. | 2004.   | 2014.   | 2024.   |
| ---------- | ----- | ------- | ------- | ------- |
| Број људи: | 633   | 614     | 611     | 672     |
| Разлика:   |       | -3,00 % | -0,48 % | +9,98 % |

| Година:    | 2023. | 2024.   |
| ---------- | ----- | ------- |
| Број људи: | 664   | 672     |
| Разлика:   |       | +1,20 % |

Према подацима о броју становника из 2011. године насеље је имало 601 становника.